# Love After War (singolo)
Love After War è un brano musicale del cantante statunitense R&B Robin Thicke. Si tratta di una ballad R&B pubblicata come primo singolo estratto dall'album Love After War.
Il singolo è stato reso disponibile per l'airplay radiofonico il 20 ottobre 2011.

## Video musicale
Il video musicale prodotto per Love After War è stato presentato in anteprima il 21 novembre 2011 ed è stato diretto da Hype Williams. Nel video compare l'attrice Paula Patton, moglie di Thicke.

## Tracce
Download digitale
1. Love After War (album version) - 4:36

## Classifiche
| Classifica (2011-12)                  | Posizione più alta |
| ------------------------------------- | ------------------ |
| U.S. Billboard Hot R&B/Hip-Hop Songs  | 14                 |
| U.S. Billboard Bubbling Under Hot 100 | 5                  |